# جسر المجامی
جسر المجامی یا جسر المجمیه (عربی: جسر المجامع‎، ت. «Jisr al-Majami»، و عبری: גֶּשֶׁר‎ گِشِر (به معنی «پل») یک پل سنگی باستانی، احتمالاً با منشأ رومی، بر روی رود اردن در مرز بین اسرائیل و اردن است. این نام از موقعیت مکانی پل ۲۰۰ متر (۶۶۰ فوت) گرفته شده است. در جنوب محل تلاقی رودخانه‌های یرموک و اردن.

## توضیحات
پل ۷۰ متر (۲۳۰ فوت) است طول دارد و تنها یک قوس اصلی از آن جریان دائمی آب را عبور می‌دهد. علاوه بر این، شش طاق کوچک‌تر دارد که در ردیف دوم، بالاتر قرار گرفته‌اند، احتمالاً برای کمک به جریان آب در هنگام طغیان رودخانه.
این پل در سراسر طاق خود دارای طاق‌نماهایی است که با پل‌های معروف مملوک مانند پل دختران یعقوب، پل یبنا و جسر جندس که از سنگ‌های کوچک در طاق قوس‌های خود استفاده می‌کنند، متفاوت است.

## تاریخچه

### دوره رومی
این پل حداقل دو مرحله اصلی ساخت را نشان می‌دهد؛ یک طبقه پایین‌تر که احتمالاً ریشه رومی دارد و طاق‌های نوک‌تیز بالایی که احتمالاً از دوره قرون وسطی هستند. برخی منابع، ساخت این پل را در دوران روم باستان و برخی دیگر، ساخت آن را در قرون وسطی می‌دانند. نامه‌ای که در سال ۱۹۲۵ توسط اداره آثار باستانی فلسطین نوشته شده، حاکی از آن است که این پل برای اولین بار در دوران روم ساخته شده است. این موضوع توسط یک نقطه عطف رومی که در همان نزدیکی کشف شده است، تأیید می‌شود، که با توجه به کمبود سایر سازه‌های محلی، این احتمال را ایجاد می‌کند که یک گذرگاه رودخانه رومی در آن نقطه وجود داشته است.

### دوره‌های اولیه اسلامی تا عثمانی
المقدسی (حدود ۹۴۵/۹۴۶–۹۹۱) شرح داده است که «در آن سوی انتهای پایینی دریاچه طبریه، پل بزرگی وجود دارد که جاده دمشق از روی آن می‌گذرد»، با این حال، اندرو پترسن معتقد است که المقدسی ممکن است به جسر السید، در شمال‌تر (در نزدیکی ام‌الجونه، نزدیک دگانیا بت امروزی) اشاره داشته باشد.
این پل در قرون وسطی حداقل دو بار مورد تعمیر اساسی قرار گرفت، یکی توسط اسامه الحلبی در زمان سلطنت صلاح الدین (۱۱۷۴–۱۱۹۳) و دیگری توسط یکی از «جمال الدین» در سال‌های ۱۲۶۶–۱۲۶۷. شهاب العمری، که در اواسط دهه ۱۳۰۰ میلادی می‌نوشت، از یک ایستگاه بازسازی‌شده در مسیر بیسان به اربد به نام جسر المجامی، که به نام جسر اسامه نیز شناخته می‌شود، به یاد امیر صلاح‌الدین که آن را تعمیر کرد، یاد کرد. یک نسخه خطی در کتابخانه ملی فرانسه بیان می‌کند که این بنا توسط سلطان مملوک برقوق (حکومت: دهه‌های ۱۳۸۰ تا ۱۳۹۰ میلادی) ساخته شده است. سنگ قبر یک مسلمان اهل بتلیس که در اکتبر ۱۳۰۸ در جسر المعجمی غرق شده بود، در زیر کف عثمانی در خان پیدا شده است.

### اوایل دوران مدرن
نقشه‌ای از حمله ناپلئون در سال ۱۷۹۹ که توسط پیر ژاکوتین ترسیم شده است، این پل را که به نام پونت د ماگاما نامگذاری شده بود و خان مجاور آن را که با نام کاروانسرایل مشخص شده بود، نشان می‌داد.
جیمز فین در سال ۱۸۶۸ نوشت که این پل «در وضعیت نسبتاً خوبی قرار دارد، با یک طاق بزرگ و چندین طاق کوچک‌تر در دو ردیف، و یک خان مخروبه در انتهای غربی… خان بنای محکمی بوده است، اما سنگ‌های دروازه عظیم، به ویژه سنگ بزرگ تاج، گویی از اثر باروت شکافته شده‌اند.» فین به داستانی اشاره کرد که «خوانندگان دوره‌گرد، حتی اکنون در میان بادیه‌نشینان، ترانه‌های چهل جوان یتیم را می‌خوانند که تحت تأثیر عشق به یک دوشیزه عرب در پل مجماعه در سرودن اشعار با هم رقابت می‌کردند.» بررسی فلسطین غربی توسط PEF خاطرنشان کرد که این نام با «پل جمع‌کننده» مرتبط است که به «الصراط» تبدیل شد.

### قرن بیستم
این پل نقشی استراتژیک در جنگ جهانی اول ایفا کرد؛ در جریان تصرف افولاه و بیسان، توسط نوزدهمین لشکر نیزه‌دار تصرف شد. وقتی امتیاز روتنبرگ داده شد، به عنوان منطقه اطراف جسر مجامی تعریف شد.
این پل در طول شب پل‌ها در سال ۱۹۴۶ آسیب ندید، اما در طول جنگ اعراب و اسرائیل در سال ۱۹۴۸ آسیب دید که دلیل اصلی آن انفجار مین‌های کار گذاشته شده روی پل جاده‌ای موازی دهه ۱۹۲۰ بود.

### نوسازی ۲۰۱۴

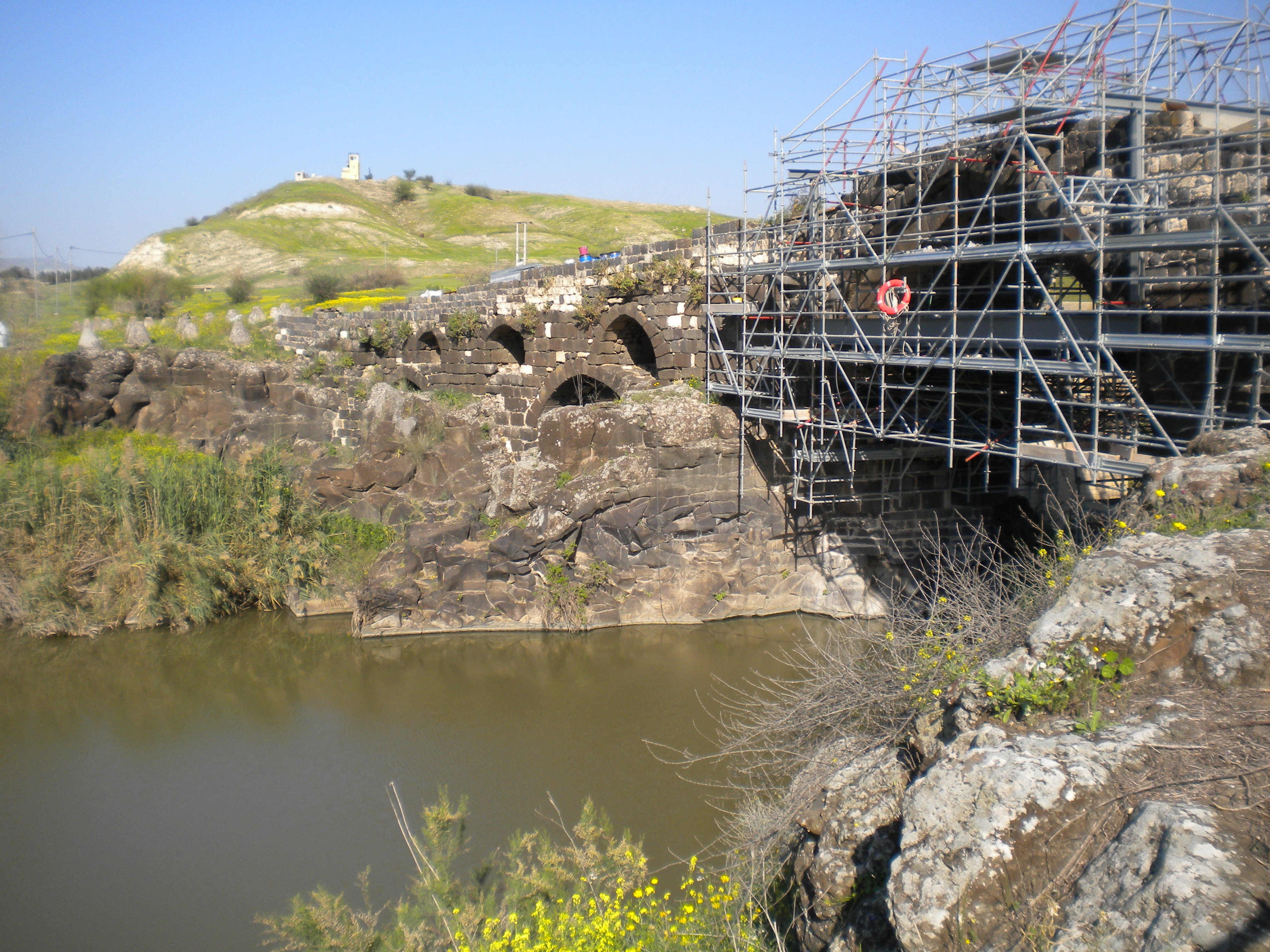
بازسازی‌های سال ۲۰۱۴

این پل در سال ۲۰۱۴ توسط وزارت میراث و فعالیت‌های فرهنگی ایتالیا به همراه اداره آثار باستانی اردن و سازمان آثار باستانی اسرائیل بازسازی شد.

## پل‌های مدرن
در اوایل قرن بیستم، یک پل راه‌آهن به موازات آن ساخته شد تا راه‌آهن را به دره جزریل برساند. در ماه مه ۱۹۰۴ افتتاح شد، و یک پل جاده‌ای در اوایل دهه ۱۹۲۰ ساخته شد. در ۲۴۶ متر (۸۰۷ فوت) پایین‌تر از سطح دریا، این پایین‌ترین نقطه‌ای بود که تاکنون در هیچ‌کجای جهان با راه‌آهن به آن رسیده بودند.

## خان و شهرک‌ها

### خان
در حدود سال ۱۳۶۵ یک خان (کاروانسرا) در جسرالمجمی ساخته شد.
در سال ۱۸۴۹، ویلیام اف. لینچ ویرانه‌های خان را اینگونه توصیف کرد: «خان مخروبه‌ای بر فراز تپه قرار داشت که در پای آن توده‌های بزرگی از سنگ‌های آتشفشانی یا توفا قرار داشتند، گویی که در اثر لرزش زلزله از توده جامد جدا شده بودند. خان ظاهراً سازه‌ای محکم بوده و در اثر نوعی تشنج تخریب شده است، بنابراین توده‌های ضخیم و سنگین مصالح ساختمانی پراکنده بودند.»
در سال ۱۸۷۵ ویکتور گورن از آنجا بازدید کرد و بقایای خان متروکه را مشاهده کرد. خان دو طبقه بود و دور حیاط ساخته شده بود. این بنا از سنگ‌های بازالت ساخته شده بود و دروازه‌های آن به سبک ابلق ساخته شده بود؛ سنگ‌های سفید و سیاه به‌طور متناوب. خان فقط یک ورودی داشت. نه چندان دور از خان، گورین متوجه پل باستانی شد که طاق مرکزی آن بسیار بزرگتر از طاق‌های جانبی بود.

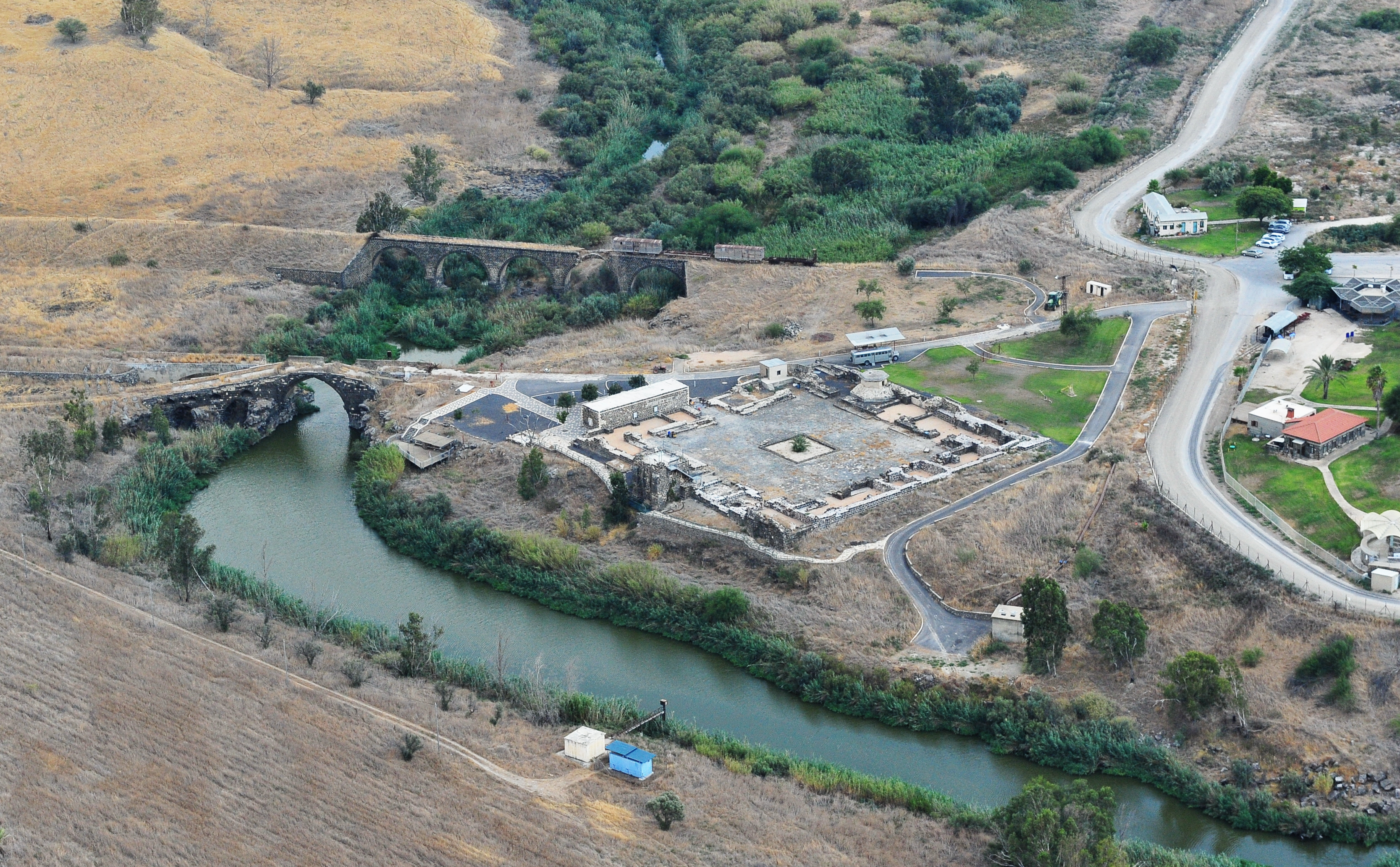
نمای هوایی سال ۲۰۱۴ از پل قرون وسطایی که پل جاده‌ای مدرن پشت آن، پل راه‌آهن و ویرانه‌های مربع‌شکل خان را پنهان می‌کند

در سال ۱۸۸۲، گزارش بررسی فلسطین غربی (SWP) متعلق به صندوق اکتشاف فلسطین، «خانه یا «خوابگاه» ویران‌شده‌ای را توصیف کرد، یک ساختمان مربعی بزرگ با طاق‌هایی در زیر آن، که هنوز در وضعیت خوبی از حفاظت قرار دارد.»

### شهرک عرب
یک سکونتگاه کوچک در کاروانسرا تا اوایل قرن بیستم وجود داشت، در سرشماری فلسطین در سال ۱۹۲۲ که توسط مقامات قیمومیت بریتانیا انجام شد، جسر المعجمی ۱۲۱ نفر جمعیت داشت؛ ۱۱۲ نفر مسلمان، ۴ نفر یهودی و ۵ نفر مسیحی، که همه مسیحیان ارتدکس بودند.

### کیبوتس
پس از ساخت اولین نیروگاه برق آبی اردن، جمعیت در سرشماری سال ۱۹۳۱ به‌طور کامل به ۳۲۰ نفر تغییر یافت؛ ۳ مسلمان، ۳۱۶ یهودی و ۳ مسیحی، در مجموع در ۴۳ خانه. برخی از این ساختمان‌ها در داخل خود خان قرار داشتند.
۱۳ اوت ۱۹۳۹، در پایان شورش اعراب در فلسطین (۱۹۳۶–۱۹۳۹)، یک شهرک یهودی‌نشین به نام «برج و حصار» تأسیس شد که به کیبوتص گشر معروف شد.
در آمار سال ۱۹۴۵، جسر المعجمی ۲۵۰ نفر جمعیت داشت؛ ۲۳۰ یهودی، ۱۰ مسلمان و ۱۰ مسیحی، و مساحت کل زمین ۴۵۸ دونم بود. در مجموع ۱۵ دونم برای مرکبات و موز، ۲۷۴ دونم برای غلات، استفاده شد، در حالی که ۱۶۹ دونم به عنوان زمین غیرقابل کشت طبقه‌بندی شدند.
کیبوتص آسیب‌دیده پس از نبرد در طول جنگ اعراب و اسرائیل در سال ۱۹۴۸ تخلیه و تقریباً ۱ کیلومتر (۰٫۶۲ مایل) بازسازی شد. به سمت غرب، در مکان فعلی‌اش.

## نگارخانه

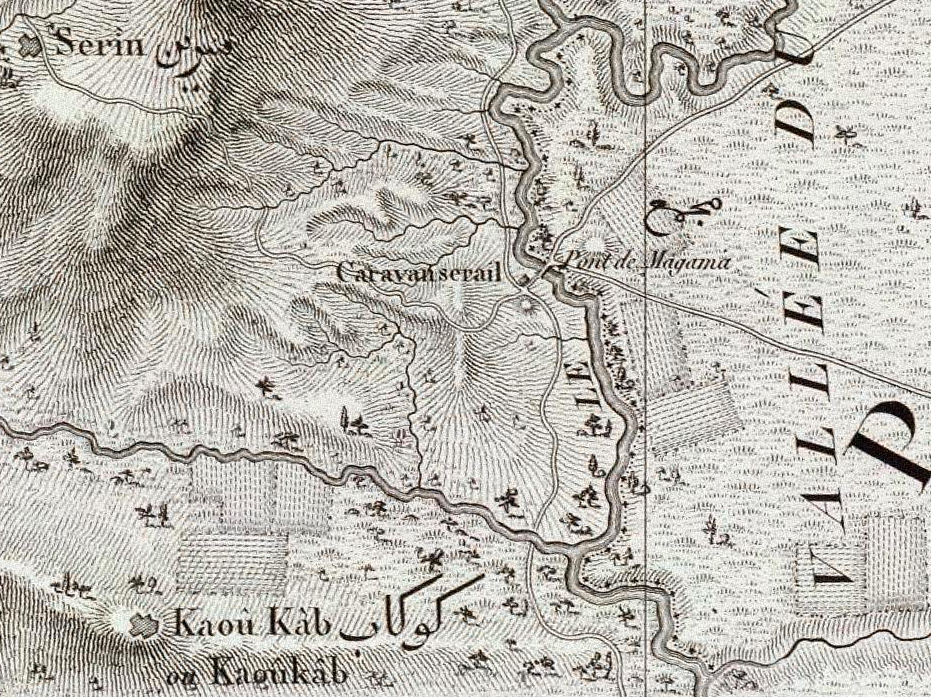
نقشه ۱۷۹۹ (با جزئیات) اثر پیر ژاکوتین
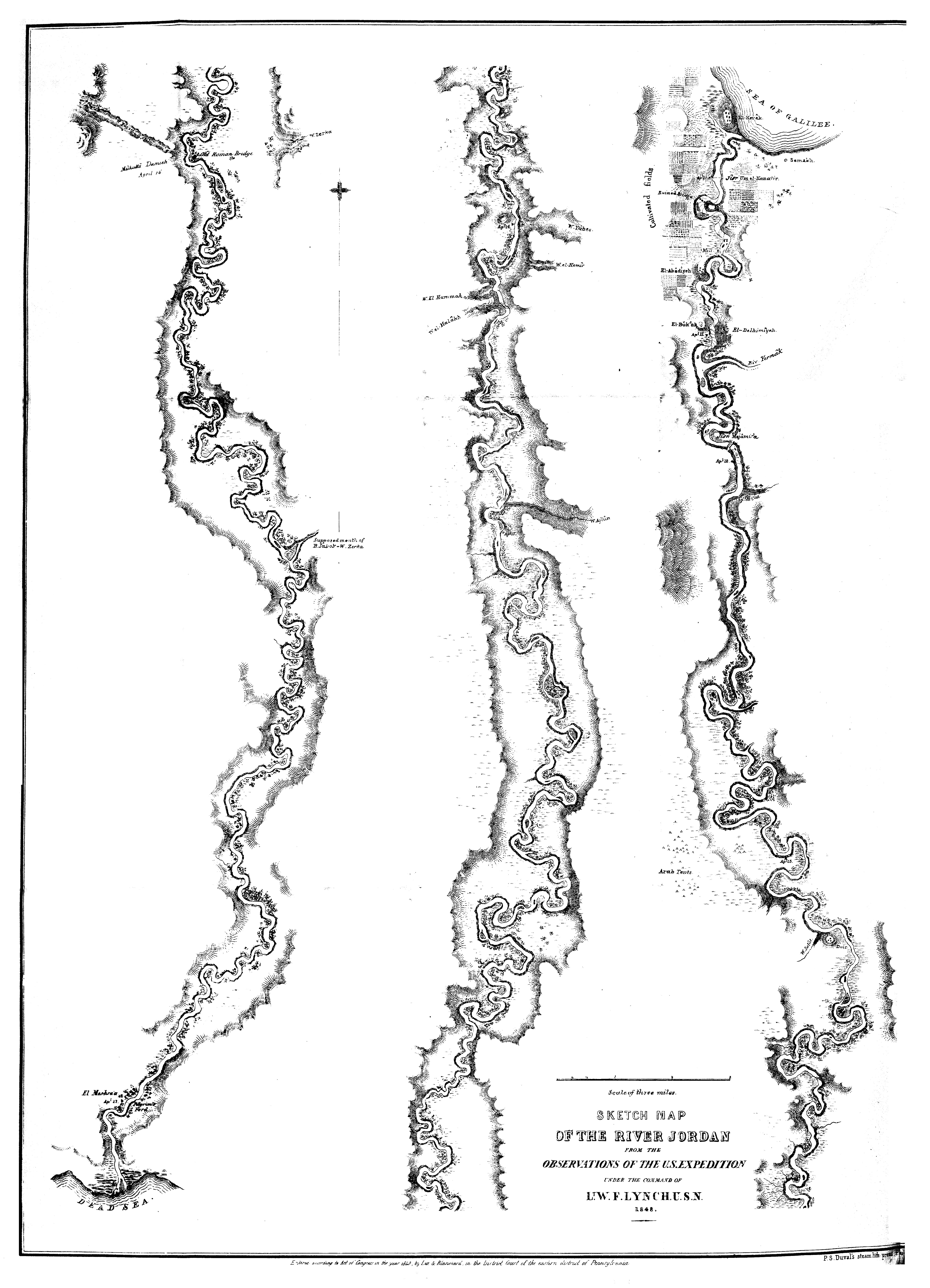
نقشه ویلیام اف. لینچ از رود اردن در سال ۱۸۴۹ که جسر المجامی و همچنین جسر الدمیه را نشان می‌دهد
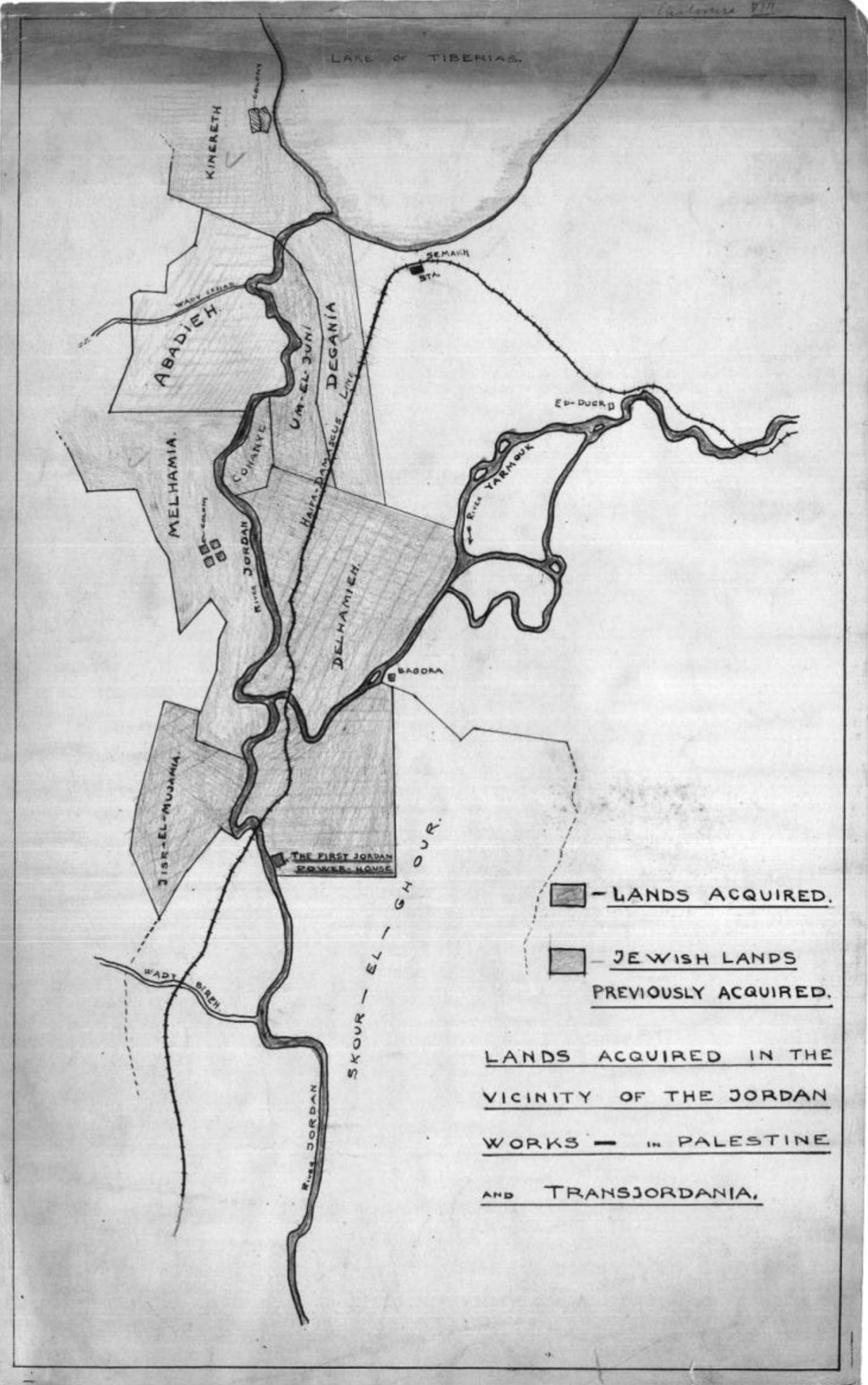
زمین اطراف پل در دهه ۱۹۲۰ توسط شرکت برق فلسطین خریداری شد.
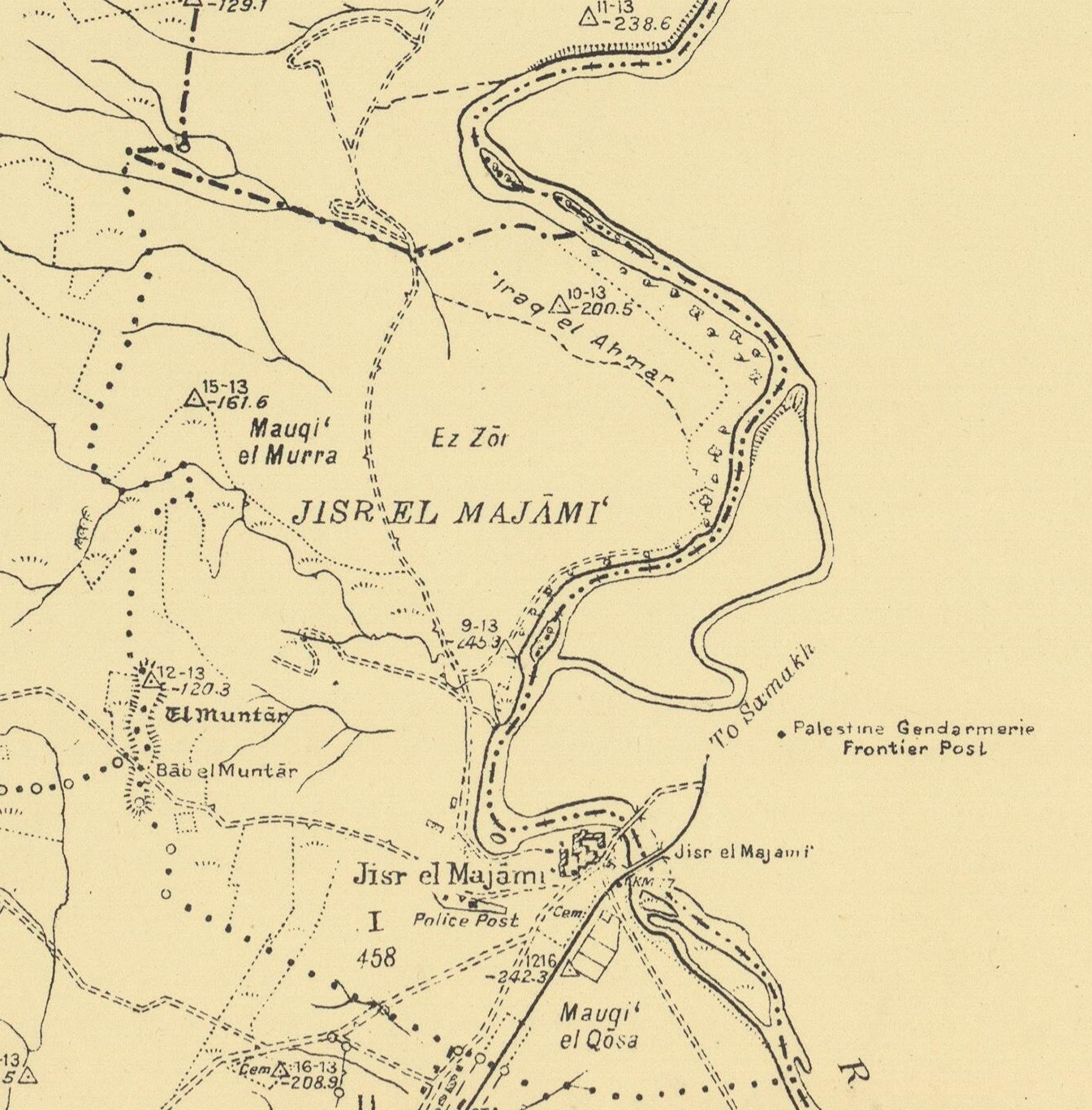
نقشه بررسی فلسطین از منطقه «مرز روستا» در جسر المعجمی، سال ۱۹۲۸
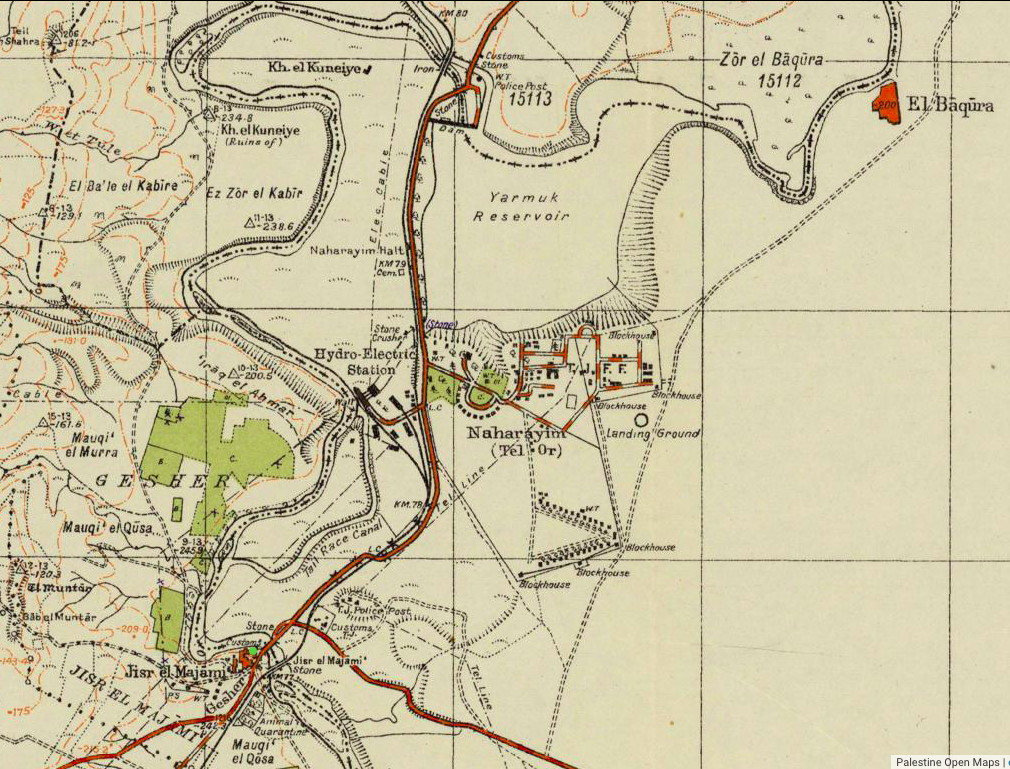
نقشه منطقه در سال ۱۹۴۲ از نقشه‌برداری فلسطین : بخش شمالی منطقه بخشی از کیبوتص گشر شده بود (تأسیس ۱۹۳۹)

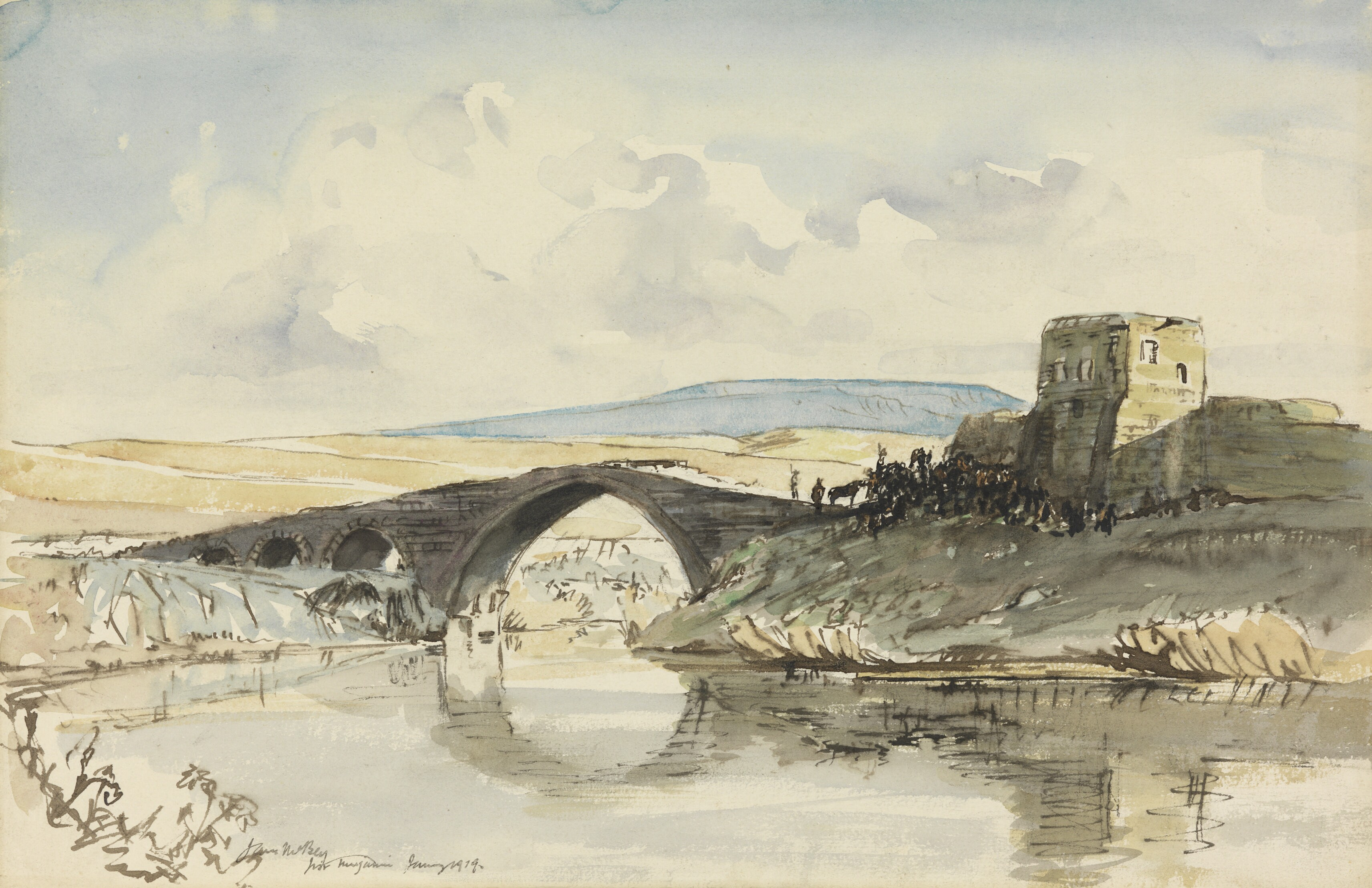
طرحی مربوط به سال ۱۹۱۹ که بخش زیادی از خان قدیمی را در حالت ایستاده نشان می‌دهد
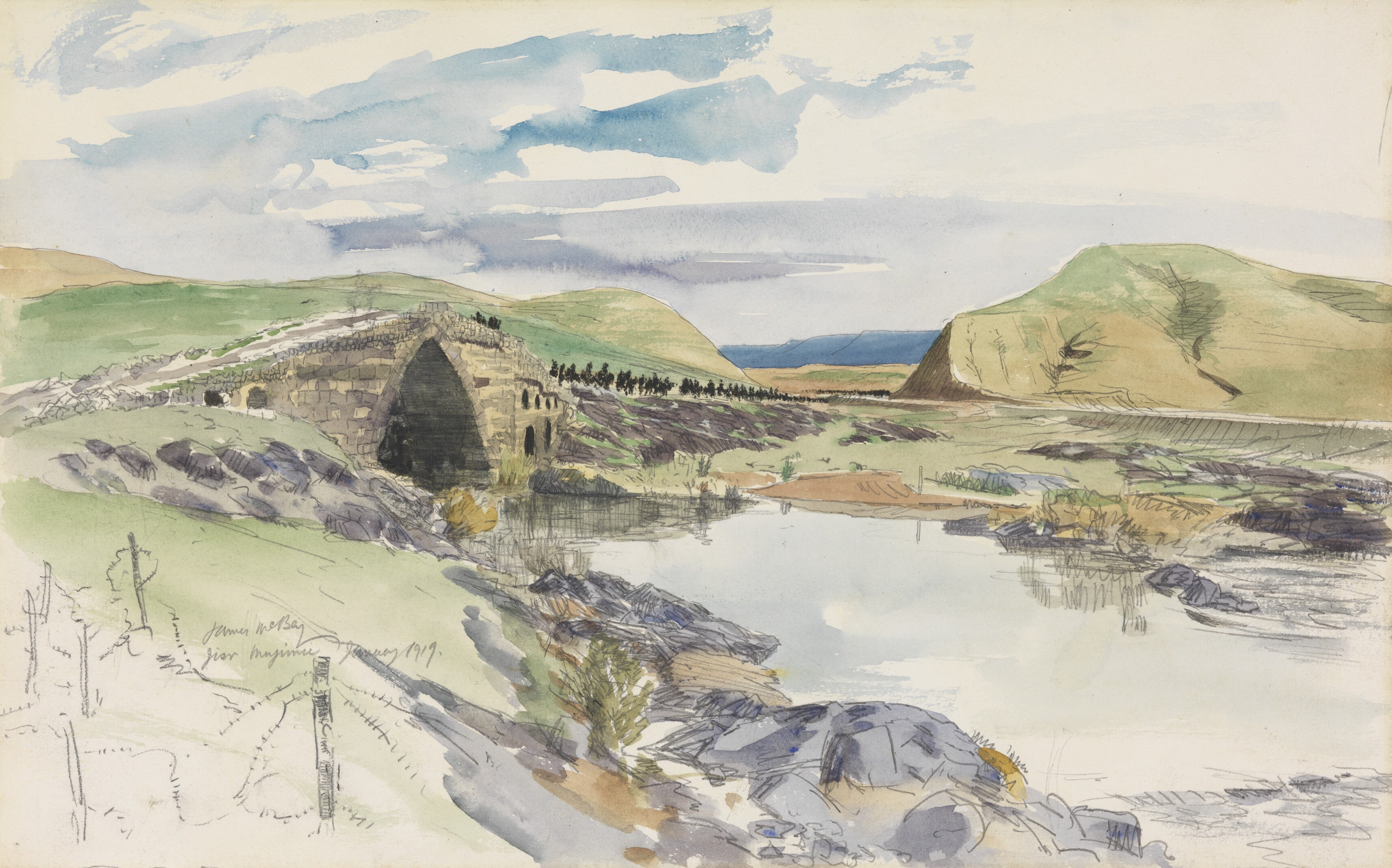
طرح ۱۹۱۹
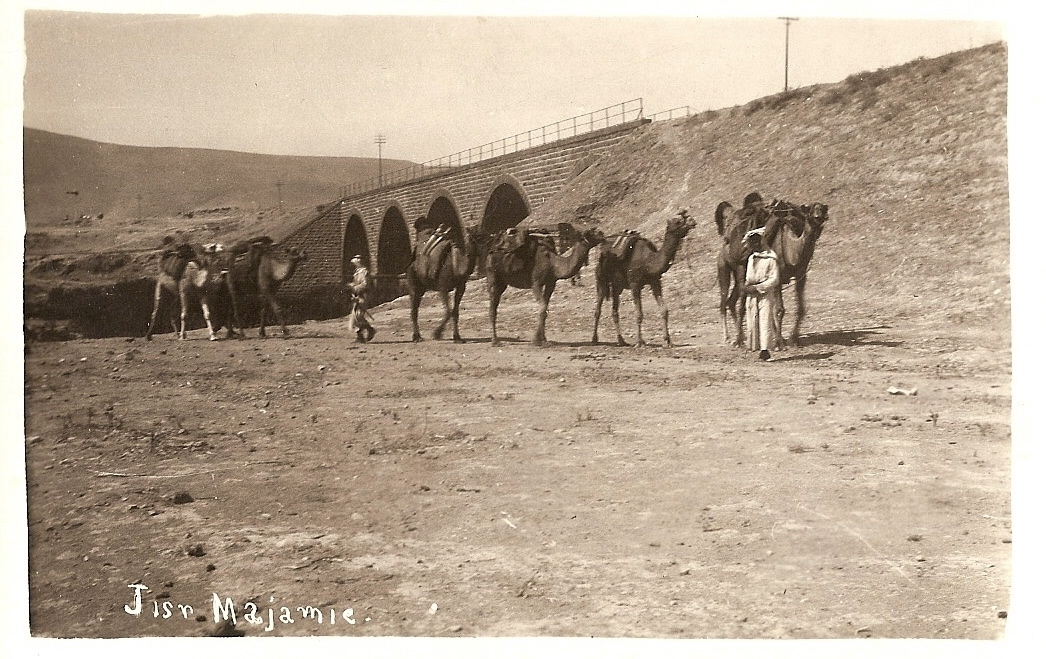
پل راه آهن عثمانی، عکس از کریمه عبود ، اواخر دهه ۱۹۲۰
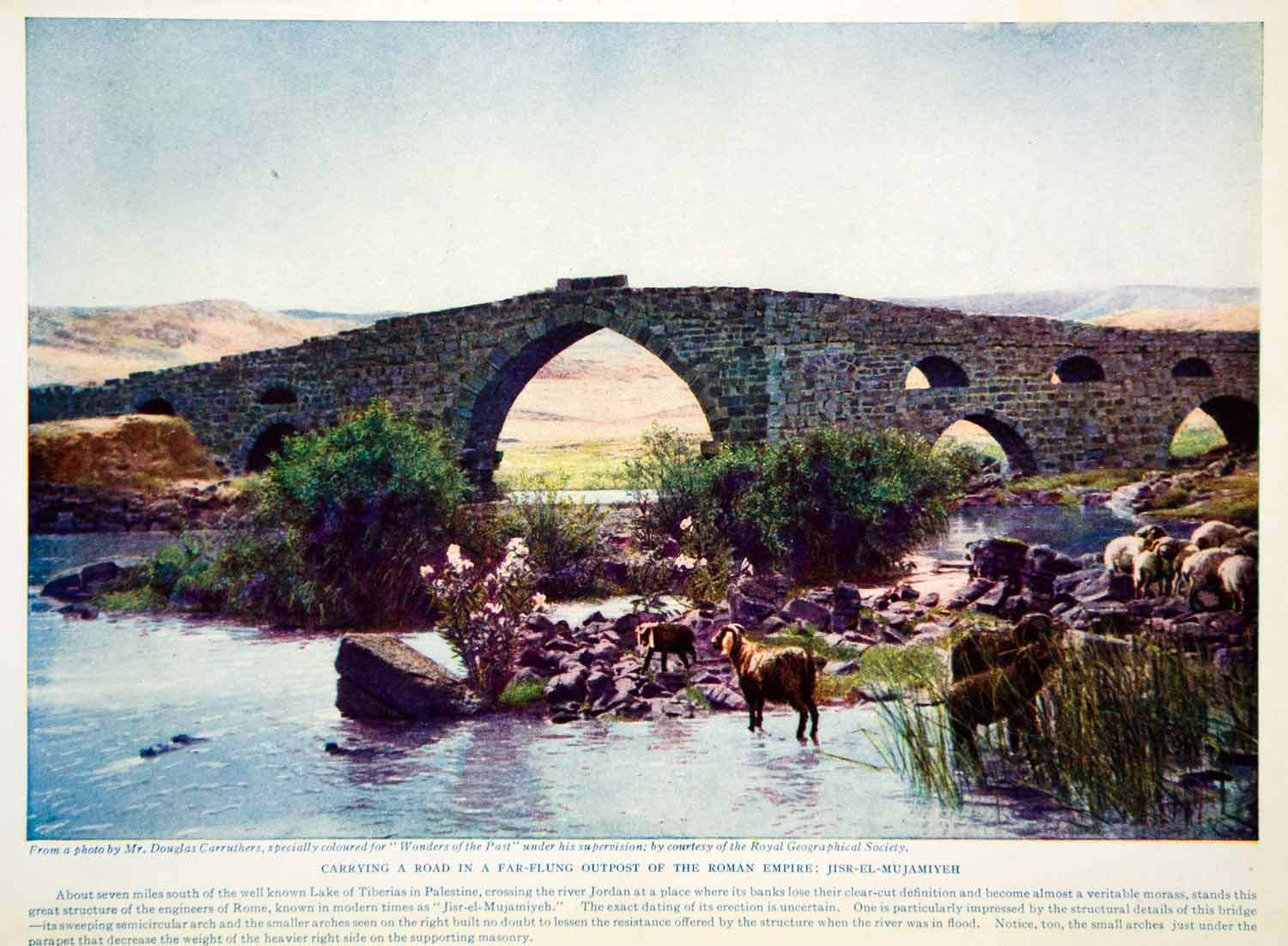
۱۹۲۴، قبل از ساخت پل جاده موازی
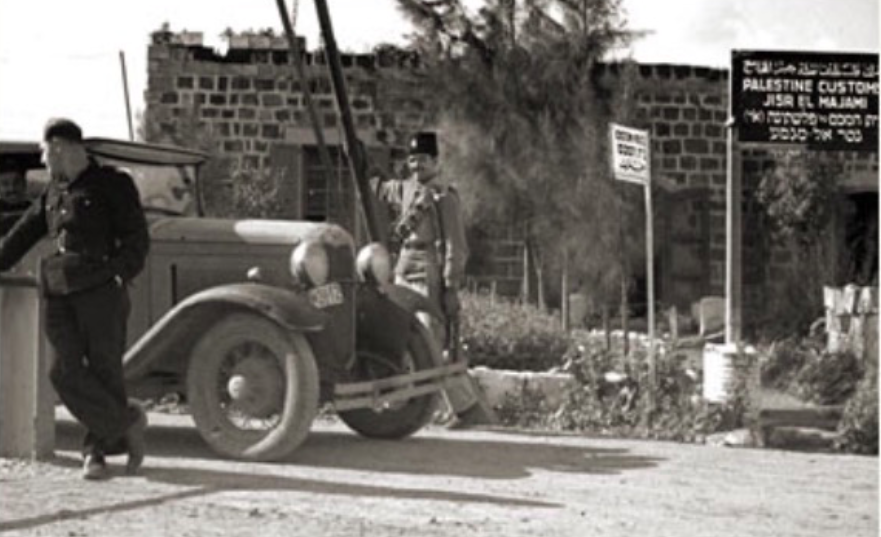
گمرک در دهه ۱۹۳۰ میلادی